# Leptophion orientalis
Leptophion orientalis là một loài tò vò trong họ Ichneumonidae.